# Cathédrale Notre-Dame-de-Valvanera de Mexico
Pour les articles homonymes, voir Cathédrale Notre-Dame.
La cathédrale Notre-Dame-de-Valvanera, située à Mexico, capitale du Mexique, est le siège de l'éparque de l'Éparchie Notre-Dame des Martyrs du Liban de Mexico.